# William Hunter (velocista)
William Bridges Hunter, detto Will (Louisville, 19 febbraio 1883 – Louisville, 25 agosto 1966), è stato un velocista statunitense.
Hunter partecipò alla gara di 60 metri piani ai Giochi olimpici di Saint Louis 1904, dove fu eliminato nella prima batteria.

## Palmarès
| Anno | Manifestazione  | Sede        | Evento     | Risultato | Prestazione | Note |
| ---- | --------------- | ----------- | ---------- | --------- | ----------- | ---- |
| 1904 | Giochi olimpici | Saint Louis | 60 m piani | Batteria  | n/d         |      |